# 国立民族学博物馆 (荷兰)
国立民族学博物馆是一座位于荷兰南荷兰省莱顿的有关民族学的博物馆。2014年与阿姆斯特丹的热带博物馆和Berg en Dal的非洲博物馆组成国立世界文化博物馆。

## 馆史：欧洲第一座民族志博物馆
该机构最初被称为"Museum Japonicum"（日本博物馆）。这是欧洲首家为显示收集人的手工制品可以比仅仅堆砌珍玩更有意义而设的博物馆。从一开始，该创新性机构便接纳了至少四个基本原则：收集，科研，展示给公众，以及教育性指导。
在1830年代早期，菲利普·弗兰茨·冯·西博尔德（Philipp Franz von Siebold）抛弃了处于革命中的政治动荡的比利时，来到了相对宁静的莱顿大学。过了些年，他的大约5000件日本物品收藏成为了该新博物馆的核心展品。西博尔德在莱顿的家——以及他旅居日本八年后带回欧洲的物品——在1830年代向公众开放。荷兰君主此前曾分别于1826年和1832年先后购买了规模较小的Jan Cock Blomhoff以及Johannes Gerhard Frederik van Overmeer Fischer的收藏。这些收藏被并入西博尔德献给King William I的收藏；这些便成了1837年在莱顿建立后来的民族志博物馆的关键动因。该馆此后演变为国立民族学博物馆。
1843年，西博尔德也鼓励其他欧洲人士建立类似正在莱顿发展起来的民族志机构。他鼓吹“创建这些欧洲国家拥有的殖民地的（民族志机构）的重要性，因为这些机构可以成为理解（殖民地）被统治的人民以及唤起公众及商人的兴趣的一条途径。——所有这些都是众皆受益的有利可图的贸易所必需的条件。”

## 建筑
该博物馆有三座永久性建筑。位于最东端的是由Jacobus van Lokhorst设计的原布尔哈夫实验室（Boerhaave Laboratory）（解剖病理学实验室）（1883-1885年），门牌号Steenstraat 1a。现该建筑为博物馆的书店等使用。
位于中心的主楼是原莱顿大学医院（1867-1870年）。该建筑是博物馆的主要展厅所在，地上分上下两层，并有地下层。
位于南端尚有一幢小楼。

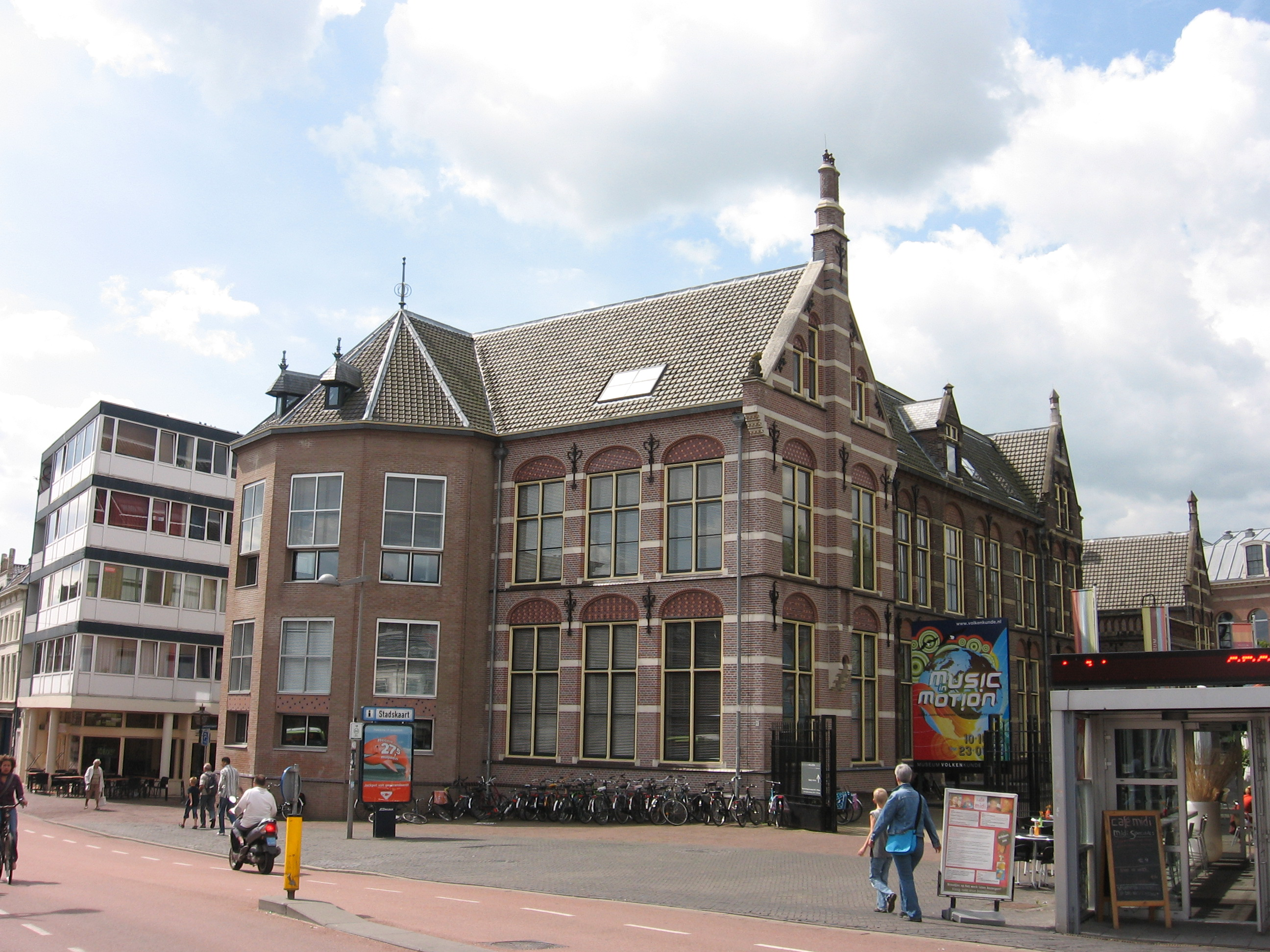
Steenstraat 1a
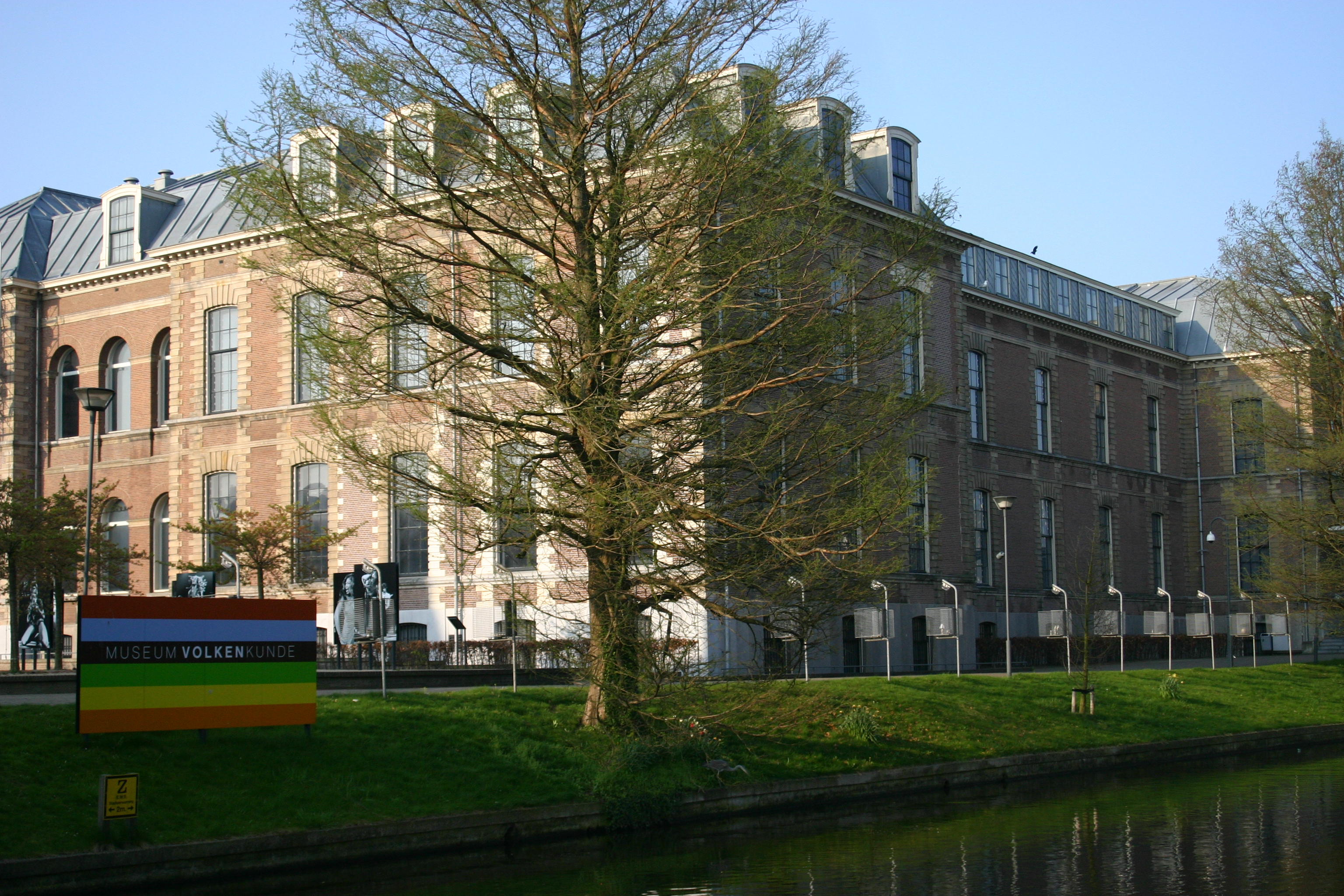
主楼

## 展厅
现该馆主楼中展厅分布如下：
- 地下一层：
  - 图书馆
- 一层（自东至西）：
  - 非洲馆
  - 亚洲馆
  - 楼梯，衣帽间，问询处，餐厅
  - 印度尼西亚馆
  - 大洋洲馆（下层），放映厅
- 二层（自东至西）：
  - 中美洲和南美洲馆
  - 北美洲和北极馆
  - 楼梯，博物馆商店，信息中心，工作室
  - 日本韩国馆
  - 中国馆，大洋洲馆（上层），临时展览厅

## 馆藏
本馆藏品享誉世界，由一系列杰出的收藏家收集。如今的藏品包括众多来自非洲、南美洲、北美洲、大洋洲、中国、印度尼西亚、日本、韩国以及亚洲其他地区的物品。为了增加藏品，该馆已经花了巨大心血以获得说明世界文化的历史发展的材料；但是该馆最初的藏品主要还是在日本锁国时期从长崎的对外贸易港中的小岛——出岛获得的。
该收藏的历史是与荷兰王国的历史相互交织的。国王威廉一世（1772-1843）派出学者奔赴海外为荷兰的博物馆收集材料和信息。1816年，皇家中国珍品秘藏（Royal Cabinet of Chinese Rarities）创立。1821年，它扩充为位于海牙的皇家珍品秘藏（Royal Cabinet of Rarities）。经年日久，各种珍玩均被收入该秘藏中，但其中最重要的还是民族志收藏，特别是分别于1826年和1832年购入的布洛霍夫和菲舍尔的日本收藏，以及此后于1837年购入的西博尔德的日本收藏。民族志收藏构成了建立于1837年位于莱顿的民族志博物馆（Ethnographic Museum）的基础，此后该馆即演变为国立民族学博物馆（National Museum of Ethnology）。
在19世纪下半叶，该馆收藏规模大为扩展。在20世纪的头10年，有关印度尼西亚的收藏增长尤为显著。该馆也自南太平洋、非洲（包括贝宁青铜器（Benin bronzes））、美洲（包括秘鲁陶器（Peruvian pottery）特藏）、西藏以及西伯利亚收集有价值的展品。但该时期最重要的收获是荷兰国立古物博物馆移交的超出了古代的范围的物品。来自美洲的古董收藏也进入了该馆。在第二次世界大战后，该馆获得了来自新几内亚、格陵兰和其他地方的收藏。
该馆因其出色的有据可查的藏品而跻身国际水平博物馆之林。

### 布洛霍夫收藏
自1817年至1823年，作为荷兰东印度公司（Vereenigde Oostindische Compagnie ，简写作 VOC）在长崎港出岛的商馆馆长（荷蘭語：Opperhoofd，英文可译为chief trader），扬·科克·布洛霍夫（Jan Cock Blomhoff）是个特立独行的人。不顾日本的对西方人的闭关政策（日本锁国），他将他的妻子Titia以及孩子们接往日本团聚。日本人不出所料将他及其全家驱逐出境；但是这一经历确实拓展了他旅居日本期间在日用品及其他物品方面的收藏范围。

### 菲舍尔收藏
约翰内斯·谢赫特·弗雷德里克·凡·奥弗尔梅·菲舍尔（Johannes Gerhard Frederik van Overmeer Fischer）起初在出岛充当文书，后来被擢升为pakhuismeester（英文：Package House Master）。在旅居日本期间，他被限制接触日本文化；但是在他自己的联系范围内，他能够获得可观的“普通”物品的收藏，后者被其他人自然而然地忽略掉了。这一收藏于1829年被带回荷兰。1833年，他出版了Bijdrage tot de kennis van het Japansche rijk (Contribution to the knowledge of the Japanese State)。

### 西博尔德收藏
作为一位在长崎行医（1823年-1829年）的西医，菲利普·弗兰茨·冯·西博尔德（Philipp Franz von Seibold）接受了充当报酬的各种物品及文物，后来这些东西在欧洲获得了此前意料不到的学术重视。这些日常物品后来成为他的庞大的民族志收藏的基础，后者由日本人民在江户时代晚期所用的日常家用品，木版画，工具以及手工制品组成。有关该收藏的更多信息被披露于西博尔德的“Nippon”一书中。他的专业兴趣使他特别关注传统日本医学中使用的工具。

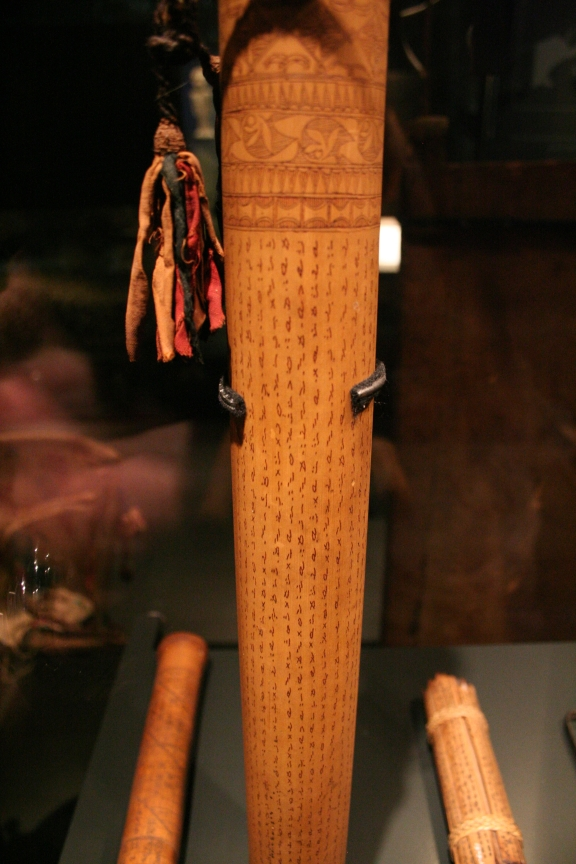
带有巴达克字母（Batak script）的竹子
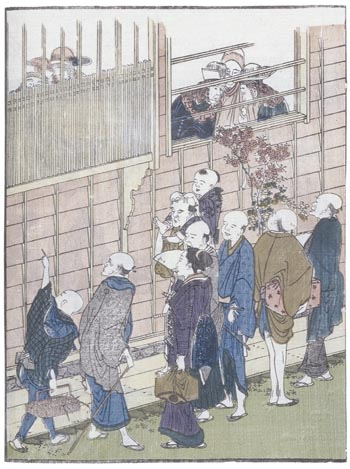
正在出岛观看荷兰人的好奇的日本人
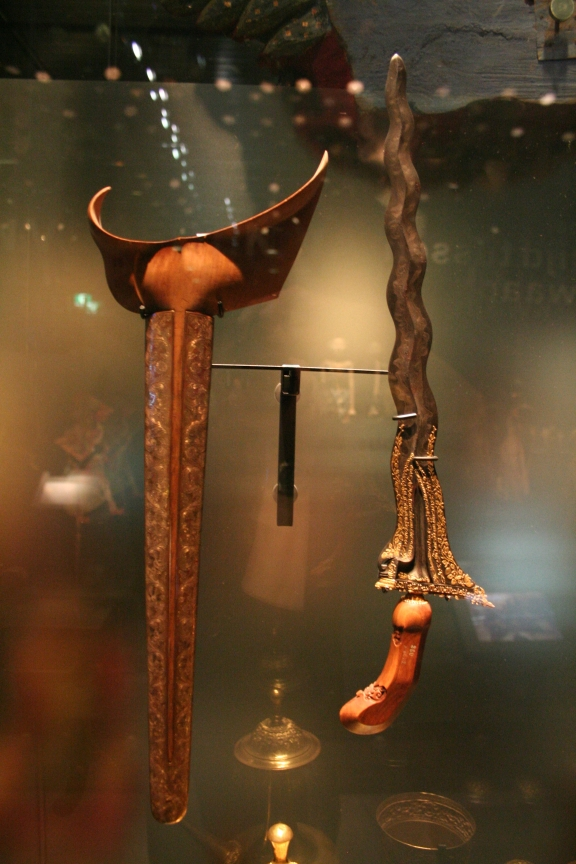
波刃短剑（Kris）及剑鞘